# Podunajský šperk
Podunajský šperk je typ raně středověkého lidového šperku středohradištního období (9.-10. století) napodobujícího vzory veligradského šperku. Býval zhotovován především z bronzového tvarovaného drátku, nebo odléváním z bronzu. Většinu nalézaného souboru tvoří náušnice z kroužku s navlékanými nebo zavěšenými jednoduchými výzdobnými prvky.
Podunajský šperk byl ve starším pojetí znakem domácí tradice, oproti importovanému šperku byzantsko-orientálnímu (nově veligradskému šperku), ale výzkumem velkomoravských center (V. Hrubý 1955 a dále) byl prokázán místní původ obou těchto typů velkomoravského šperku.